# Lizardo Estrada Herrera
Lizardo Estrada Herrera, OSA (Cotabambas, 23 de septiembre de 1973) es un sacerdote agustino peruano, obispo auxiliar de Cusco, secretario del Consejo Episcopal Latinoamericano y Caribeño para el periodo 2023-2027.

## Reseña biográfica
Nació el 23 de septiembre de 1973 en el distrito y provincia de Cotabambas, en el departamento de Apurímac, Perú. Sus estudios de educación básica los realizó en la misma localidad. Estudió Filosofía en el Seminario Nuestra Señora de Cocharcas en Abancay (1991-1993) y Teología en el Seminario San Carlos y San Marcelo de la Arquidiócesis Metropolitana de Trujillo (1997-2000).
Hizo sus primeros votos en la Orden de San Agustín el 16 de mayo de 1998 y la Profesión Solemne el 27 de mayo de 2001. Fue ordenado sacerdote el 7 de agosto de 2005 en la Catedral Señor de la Exaltación de Chuquibambilla, Grau – Apurímac, Perú.

## Estudios
Obtuvo la Licenciatura en Teología Moral por la Pontificia Academia Alfonsiana de Roma (2001-2003). En 2009 obtuvo la Licenciatura en Educación por la Universidad Católica de Trujillo. En 2020 asistió a un curso de especialización en Doctrina Social de la Iglesia y Pastoral Social en el Centro Bíblico Teológico Pastoral para América Latina y el Caribe del CELAM. Obtuvo Doctorado en Educación en Perú y Doctorado en Teología Pastoral en Colombia.

## Cargos
Ha prestado distintos servicios, entre ellos: Vicario Parroquial de la Parroquia Exaltación de la Santa Cruz de Chuquibambilla y ecónomo de la comunidad agustiniana (2005-2006); Profesor de Teología Moral en el Seminario Arquidiocesano de San Antonio Abad en Cusco (2006-2009); Profesor de Ética Filosófica, Formador de Prenovicios en el Seminario Agustiniano Fray Diego Ortiz del Cusco, Vicario Parroquial de la Parroquia Santa Rita de Casia y Director Ejecutivo del Policlínico Santa Rita en Cusco (2006-2010); Vicario Regional como Superior Mayor de los Padres Agustinos del Vicariato San Agustín de Apurímac (2013-2016); Prior del Convento Seminario Fray Diego Ortiz, Promotor y director general del Colegio San Agustín de Hipona en Cusco (2013-2017); fue miembro del Consejo Presbiteral y del Colegio de Consultores y Vicario Episcopal para la Vida Consagrada de la Arquidiócesis Metropolitana del Cusco (2015-2018); Párroco de la Parroquia Santa Rita de Casia en Cusco (2017-2018).
Durante su servicio pastoral como Vicario Episcopal para la Vida Consagrada en la Arquidiócesis Metropolitana de Trujillo y, habiendo sido elegido presidente de la Federación de Agustinos de los Vicariatos del Perú, el 9 de enero de 2021 el Papa Francisco lo nombra Obispo Auxiliar de la Arquidiócesis Metropolitana del Cusco y recibe la Ordenación Episcopal el 22 de febrero del mismo año en manos de Richard Daniel Alarcón Urrutia, Arzobispo Metropolitano del Cusco
Posteriormente, en enero de 2022, en el marco de la 122° Asamblea Plenaria de la Conferencia Episcopal Peruana, fue elegido como nuevo presidente de la Comisión Episcopal de Vida Consagrada y Sociedades de Vida Apostólica. Ese mismo año, fue nombrado miembro del Consejo de Asuntos Económicos del CELAM.
En enero de 2023, fue elegido por los Obispos del Perú como nuevo secretario general de la Conferencia Episcopal Peruana hasta agosto de 2023 cuando es relevado de este cargo por Padre Guillermo Inca Pereda.
Fue elegido secretario general del Consejo Episcopal Latinoamericano y Caribeño (CELAM) para el cuatrienio 2023-2027 durante la 39.ª Asamblea General realizada en la ciudad de Aguadilla, en Puerto Rico.